# Jean-Baptiste de Villeneuve-Bargemon
Jean-Baptiste, vicomte de Villeneuve-Bargemon où Bargemont (28 novembre 1788 à Bargemon - 6 août 1861 au Beausset) est un officier de marine et homme politique français.

## Biographie
Jean-Baptiste de Villeneuve-Bargemon naquit le 28 novembre 1788 à Bargemon, en Haute Provence. Ondoyé à la naissance, il est baptisé le 21 juillet 1789. Il est le fils de Joseph de Villeneuve-Bargemon et de son épouse, Anne Joseph Sophie de Beausset-Roquefort. 
Il entra dans la marine à quinze ans, comme simple matelot, prit part en 1805 au combat de Trafalgar, et fut nommé enseigne de vaisseau en 1809, puis lieutenant de vaisseau en 1814. En 1820, il fut chargé de commander la station de la Guyane française. Il devint capitaine de frégate en 1822 et capitaine de vaisseau en 1827.
Démissionnaire en 1835, il se fit élire, le 13 mai 1849, député du Var à l'Assemblée législative. Il siégea à droite, appartint à la majorité monarchiste, avec laquelle il vota pour l'expédition romaine, pour la loi Falloux-Parieu sur l'enseignement, pour la loi restrictive du suffrage universel, et rentra dans la vie privée en 1851. 
Il meurt le 6 août 1861 au Beausset.

## Distinctions
- Chevalier de l'ordre royal et militaire de Saint-Louis
- Officier de la Légion d'honneur (30 octobre 1829)[4]
- Chevalier de l'ordre de l'Éperon d'or
- Chevalier de l'ordre de Saint-Ferdinand